# Learnalot
«Learnalot» — британське товариство з обмеженою відповідальністю, яке працює у сфері розробки та впровадження технологій освітніх ігор (GBL). Компанія є творцем і розробником 'Learnalot portal' — сайту, що спеціалізується в області математики для дітей віком від 11 до 16 років. Створена в Барскоу, Ленкешр у 2009 році, Learnalot запустила свій освітній портал на щорічному шоу BETT у лондонському виставковому центрі Olympia в січні 2011 року. Місія компанії полягає в заохоченні молодих людей до навчання шляхом просування освіти в сучасній попкультурі та відеоіграх.
Сайт «Learnalot» постійно оновлюється, запускаючи новий контент двох видів: джерела та ігри. В кожному джерелі учень підсумовує роль героя у певному сценарії та отримує завдання закінчити загальне завдання, яке розділене на три окремі дії. Кожна дія фокусується на різних частинах навчального плану, додається до загального рахунку та показує рівень опрацювання даного джерела. Для досягнення рівня А учень має відмінно пройти три етапи та освоїти усі необхідні навички.
Як джерела, так й ігри зображають онлайн-дошку лідерів. Такий метод заохочує користувачів до активних змагань, періодично нагороджуючи тих, хто здобуває найбільше балів.
Сценарії джерел включають порятунок людства від вимирання шляхом створення колонії на Марсі, схоплення засуджених, які втекли з місцевої в'язниці та очищення будинку з привидами від його непроханих гостей.